# Issawa Singthong
Issawa Singthong (en tailandés: อิศวะ สิงห์ทอง, Bangkok, Tailandia, 10 de octubre de 1980) es un exfutbolista y entrenador de fútbol de Tailandia que jugaba en la posición de centrocampista. Actualmente es en entrenador del Lam Dong FC de la V.League 2 de Vietnam.

## Carrera

### Club
| Periodo   | Club                    | Apariciones | Goles |
| --------- | ----------------------- | ----------- | ----- |
| 1998–2002 | Royal Thai Air Force FC | 83          | 11    |
| 2003–2006 | Pisico Bình Định        | 71          | 14    |
| 2006–2008 | An Giang FC             | 47          | 9     |
| 2008      | TOT SC                  | 9           | 0     |
| 2009-2010 | Đồng Tháp FC            | 26          | 8     |
| 2011      | Chula United FC         | 3           | 0     |
| 2012–2013 | Chiangrai United FC     | 28          | 2     |
| 2014      | Air Force Central FC    | 28          | 0     |
| 2015      | Chiangmai FC            | 16          | 1     |
| 2015      | TOT SC                  | 11          | 0     |

### Selección nacional
Jugó para Tailandia en 24 ocasiones de 2002 a 2004 y anotó cinco goles; participó en la Copa Asiática 2004 y en los Juegos Asiáticos de 2002.

### Entrenador
| Periodo | Club           |
| ------- | -------------- |
| 2022    | Bankhai United |
| 2022–   | Lam Dong FC    |

## Logros

### Club
- Thai Premier League (1): 1999
- Thai FA Cup (1): 2001
- Vietnamese Cup (2): 2003, 2004

### Selección nacional
- Tiger Cup (1): 2002
- Southeast Asian Games (1): 2003